# صالح بن عبد القدوس
صالح بن عبد القدوس أبو الفضل البصري هو صالح بن عبد القدوس بن عبد الله بن عبد القدوس الأزدي الجذامي. وهو شاعر عباسي كان مولى لبني أسد. كان حكيماً متكلماً يعظ الناس في البصرة، له مع أبي الهذيل العلاف مناظرات، واشتهر بشعر الحكمة والأمثال والمواعظ، يدور كثير من شعره حول التنفير من الدنيا ومتاعها، وذكر الموت والفناء، والحثّ على مكارم الأخلاق، وطاعة الله، ويمتاز شعره بقوة الألفاظ، والتدليل، والتعليل، ودقة القياس.
مرت أحداث في حياة الشاعر جعلته يقارن بين الأسباب كما يقارن بين النتائج؛ فيَصل إلى آراء مُحكمة مستخلصة من تجاربه وتجارب غيره. قال المرتضى: (قيل رؤي ابن عبد القدوس يصلي صلاة تامة الركوع والسجود، فقيل له ما هذا ومذهبك معروف؟ قال: سنة البلد، وعادة الجسد، وسلامة الولد!) وعمي في آخر عمره.

## وفاته
اتهم بالزندقة وقتل بها؛ قيل إن الخليفة محمد المهدي قتله وقيل أيضاً أن هارون الرشيد قتله وصلبه على جسر بغداد.
وصل إلى الرشيد عن صالح بن عبد القدوس أبيات شعر يعرض فيها بالنبي صلى الله عليه وآله، فقال له الرشيد: أنت القائل هذه الأبيات؟ قال: لا، والله يا أمير المؤمنين، ما أشركت بالله طرفة عين، ولا تسفك دمي على الشبهة، فقد قال النبي صلى الله عليه وآله: " ادرءوا الحدود بالشبهات ما استطعتم " وأخذ يرقق قلبه، ويستنزله عما عزم عليه بفصاحته وبيانه، ويتلو القرآن، حتى رقّ له وأمر بتخلية سبيله، فلما أراد أن يخرج من بين يديه قال: أنشدني قصيدتك السينية فأنشده حتى إذا بلغ قوله:
والشيخ لا يترك أخلاقه … حتى يواري في ثرى رمسه
قال: يا شيخ، هذا الكلام يشبه هذا الكلام، وهذا الشعر من نمط ذلك الشعر - يعني الأبيات التي نسبت إليه - ونحن نتمثل وصيتك، ثم أمر فضربت عنقه وصلب على الجسر.